# 新塔
新塔，位于中国广东省河源市龙川县佗城镇胜利村，为龙川县的一个县级文物保护单位，类型为古建筑，公布时间为1962年5月。
新塔的历史年代为明代。